# Erreway 4 Caminos
Erreway: 4 Caminos ist ein argentinischer Kinofilm und die Fortsetzung der Fernsehserie Rebelde Way. Der Film wurde in Buenos Aires und in Nordwestargentinien in Salta-Tucumán in sechs Wochen gedreht. Es geht um die Geschichte der Band Erreway, die von einem Erzähler wiedergegeben wird.

## Allgemeines
Der Film zeigt den schweren Weg zum Ruhm und erzählt, was aus den vier jungen Leuten nach der Schulzeit wird. Die Uraufführung des Films fand am 1. Juli 2004 statt. Finanziert wurde der Film von Yair Dori, der Cris Morena Group und RGB Entertainment. Die Sänger der Musikgruppe spielen in dem Film dieselben Rollen wie in der Fernsehserie. Regisseur war der Israeli Ezequiel Crupnicoff.

## Handlung
Erreway, so nennen sich die vier Freunde, beschließen gemeinsam, eine Tour durch ganz Argentinien zu machen und sich den Traum vom Leben als Musiker zu erfüllen. Doch in dieser gemeinsamen Reise geht es nicht nur um die Musik. Während Mia und Manuel die glücklicheren und gleichzeitig die Tiefpunkte ihrer Beziehung erfahren müssen, kämpfen Pablo und Marizza gegen ihr Gefühl füreinander an. Am Anfang scheint alles gut zu laufen, die Konzerte sind ausverkauft, und Mia und Manuel kommen sich immer näher, da setzt auch schon der große Schock für die vier und insbesondere für Mia und Manuel ein: Mia ist schwanger. Die vier Freunde versuchen mit dieser Hürde fertigzuwerden, doch als Mias und Manuels Tochter geboren wird, fängt das Chaos erst richtig an. Und kaum haben sie realisiert, ein Baby an Bord zu haben, kommt der Schock ihres Lebens: Mia ist todkrank, sie leidet an Leukämie ...

## Musik zum Film
Die Musik zum Film stammt ebenfalls von der Band Erreway. Songs, die im Film vorgekommen sind,
kommen aus ihrem dritten Album Memoria. Im Film sind folgende Lieder zu hören:
- Solo Se
- Asignatura Pendiente
- Bandera Blanca
- Vivo Como Vivo
- De Aqui De Alla
- Memoria

Weitere Songs in diesem Album sind neben den genannten:
- No Hay Que Llorar
- Dame
- Manana Habra
- Perdiendo Ganado
- Que Se Siente